# 俞文俊
俞文俊（?—?），唐朝荆州江陵县（今湖北省荆州市）人。
武则天载初年间，新丰县因风雷山移，于是改名为庆山县，四方庆贺。俞文俊诣阙上书：“臣听说天气不和就会寒暑不分，人气不和就会滋生肉瘤，地气不和就会出现塠阜土山。现在陛下以太后处于帝位，刚柔易位，所以地气受到阻塞而山变为灾。陛下称他为庆山，臣以为不是吉庆。臣以为应该侧身修德，以回应天谴。不然，恐怕祸殃就要到来！”武则天大怒，将他流放到岭南。后来他被六道使所杀。